# غريغوري موروزوف
غريغوري بافلوفيتش موروزوف ((بالروسية: Григорий Павлович Морозов)‏; ولد في 6 حزيران / يونيه 1994) هو لاعب كرة قدم روسي يلعب كمدافع مع نادي دينامو موسكو.

## روابط خارجية
- غريغوري موروزوف على موقع قاعدة بيانات كرة القدم.إي يو (الإنجليزية)
- غريغوري موروزوف على موقع Soccerway.com (الإنجليزية)
- غريغوري موروزوف على موقع عالم كرة القدم.نت (الإنجليزية)